# Retry
Retry  (în română "Încercați din nou") este un joc video dezvoltat de Rovio LVL11 și publicat de Rovio Entertainment. Inspirat din Flappy Bird, Retry are controale similare. Jocul a fost lansat mai întâi în Canada, Finlanda și Polonia în mai 2014  și internațional pe iOS și Android pe 22 octombrie 2014.

## Detaliile jocului
Scopul jocului este de a trimite un avion de la un hangar la alt hangar în locuri diferite. Există multe obstacole între cele două puncte, inclusiv aer și peisaje în mișcare.

## Gameplay
Scopul jocului este de a aduce avionul de la un hangar într-un alt hangar fără să se lovească în obstacole (chiar la sol). În scopul de a muta avionul, jucătorii trebuie să apese pur și simplu ecranul. Avionul se va muta apoi în față și în sus. Ridicând degetul de pe ecran avionul va cădea. La fel ca toate jocurile de la Rovio, Retry are un format de 3 stele. Prima stea este câștigată de terminarea nivelului, a doua stea este câștigată prin faptul că nu se distruge un anumit număr de ori, iar a treia stea să nu zboare mai mult de o anumită distanță.

## Episoade
| Lumea       | Etapele | Data Lansării                                                              | Numele etapelor |
| ----------- | ------- | -------------------------------------------------------------------------- | --- |
| 1. Vară     | 1-8     | 6 mai 2014 (Canada, Finlanda și Polonia) 22 octombrie 2014 (Internațional) | Welcome, Ready Set Retry, Easy Going, Amphibious, Drop and Dive, Cloudy Forecast, Moving Around, Claw of the Hammer |
| 2. Iarnă    | 2-7     | 6 mai 2014 (Canada, Finlanda și Polonia) 22 octombrie 2014 (Internațional) | Cold Start, Zik Zak, Old School, Flying High, Cold Front, Run for Your Ice!                                         |
| 3. Viitor   | 3-7     | 6 mai 2014 (Canada, Finlanda și Polonia) 22 octombrie 2014 (Internațional) | Slowing Down, Arcade Beam, Clockworks, Singularity, Minor Moves, Tunnel Vision, Eye of the Oracle                   |
| 4. Piramide | 4-7     | 6 mai 2014 (Canada, Finlanda și Polonia) 22 octombrie 2014 (Internațional) | (Necunoscut) |